# Ризо, Хикмат
Хикма́т Ризо́ (10 октября 1894, Ёнахш, Рогунский район — 3 февраля 1990, Душанбе) — таджикский певец народных песен, народный поэт, гургулихон (с тадж. яз. исполнитель эпоса «Гуругли»), основатель самобытной школы гургулихони (с тадж. яз. исполнение эпоса). Народный гафиз Таджикской ССР (1964).

## Биография
Хикмат Ризо родился 30 ноября в 1894 году в селе Ёнахш, расположенном в юго-восточной части современного Таджикистана (Оби Гарм). Его отец был резчиком по дереву, оформлял мечети, был мастером музыкальных инструментов (домбра, большой дутар, тамбур), любил петь газели (философско-поэтический жанр таджикско-персидской классической поэзии), рубаи (четверостишие) и наъты (религиозное песнопение, в котором восхваляется пророк). Как певца его часто приглашали на различные традиционные для сельской общины мероприятия. Мать Хикмата Ризо Оисамо занималась традиционным для женщин того времени ремеслом - тканьём карбоса (вид традиционной ткани), а также сочиняла стихи и по вечерам читала их детям.
В семье Хикмата Ризо, как и во многих других традиционных таджикских семьях, с давних пор существовала музыкально-поэтическая традиция пения, сочинения стихов, игры на народных музыкальных инструментах. В его семье старший брат Зиё был известным в свое время певцом и исполнителем на дутаре. С малых лет Хикмат начал слушать сказки о богатырях от своей матери, изучал дастаны о героях, борющихся за свободу, независимость и счастье народа. Первые навыки исполнение эпоса «Гуругли» он получил от своего земляка сказителя Холи Мусофир.

## Сочинения
Автор поэтического сборника «Песня Родины» (1950); поэм «Где дорога, там и процветание», «Отечественная война» (1940-е годы), «Кузнец Кова» (1950). Также ему принадлежат сказания, легенды, воспоминания. В 1948—1949 фольклористы записали у Хикмата Ризо 35 поэм из эпоса «Гуругли», сказания, легенды, воспоминания.